# Eurydiopsis
Eurydiopsis (лат.) — род двукрылых из семейства стебельчатоглазых мух.

## Внешнее строение
Относительно крупные мухи (7-13 мм) с относительно очень маленькими глазными стебельками. Лицевые зубцы отсутствуют или очень маленькие и тупые. Между передними тазиками имеется мостик. Грудь равномерно опылённая. Бёдра передних ног тонкие, с двумя длинными рядами бугорков. Во внешнем ряду от 19 до 23 бугорка, а во внутреннем — от 22 до 26 бугорков. На средних и задних бёдрах нет вершинных шпор. Голени средних ног с двумя маленькими щетинками вблизи вершины. Крылья с рисунком из двух рядов прозрачных пятен и прозрачной вершины. Половой диморфизм в отношении длины стебельков глаза и формы бёдер у представителей рода Eurydiopsis не отмечено.
Яйца (описаны только Eurydiopsis brevispinus) удлинённо-овальные, отчетливо сплюснутые. Длина 1,63—1,77 мм. Поверхность яйца с многочисленными регулярно расположенными глубокими ямками между гребнями.

## Экология
Соотношение полов близко к 1:1. Продолжительность жизни Eurydiopsis argentifera составляет почти полтора года.

## Классификация
Eurydiopsis был описан в 1928 году финским энтомологом Рихардом Фреем в ранге подрода рода Diopsis. В 1972 году американский диптеролог Джордж Стейскал поднял статус этого таксона до уровня рода. В состав рода включают 10 видов.
- Eurydiopsis argentifera (Bigot, 1874)
- Eurydiopsis brevispinus Feijen, 1999
- Eurydiopsis conflata Yang & Chen, 1998
- Eurydiopsis glabrostylus Feijen, 1999
- Eurydiopsis helsdingeni Feijen, 1999
- Eurydiopsis pachya Chen & Wang, 2006
- Eurydiopsis porphyria Chen & Wang, 2006
- Eurydiopsis pseudohelsdingeni Chen & Wang, 2006
- Eurydiopsis sarawakensis Feijen, 1999
- Eurydiopsis subnotata (Westwood, 1847)

## Распространение
Представители рода встречаются в Индонезии, Малайзии, Новой Гвинеи, Мьянме, Филиппинах, Индии (штат Ассам) и Китае (провинция Юньнань).